# Amba (geología)

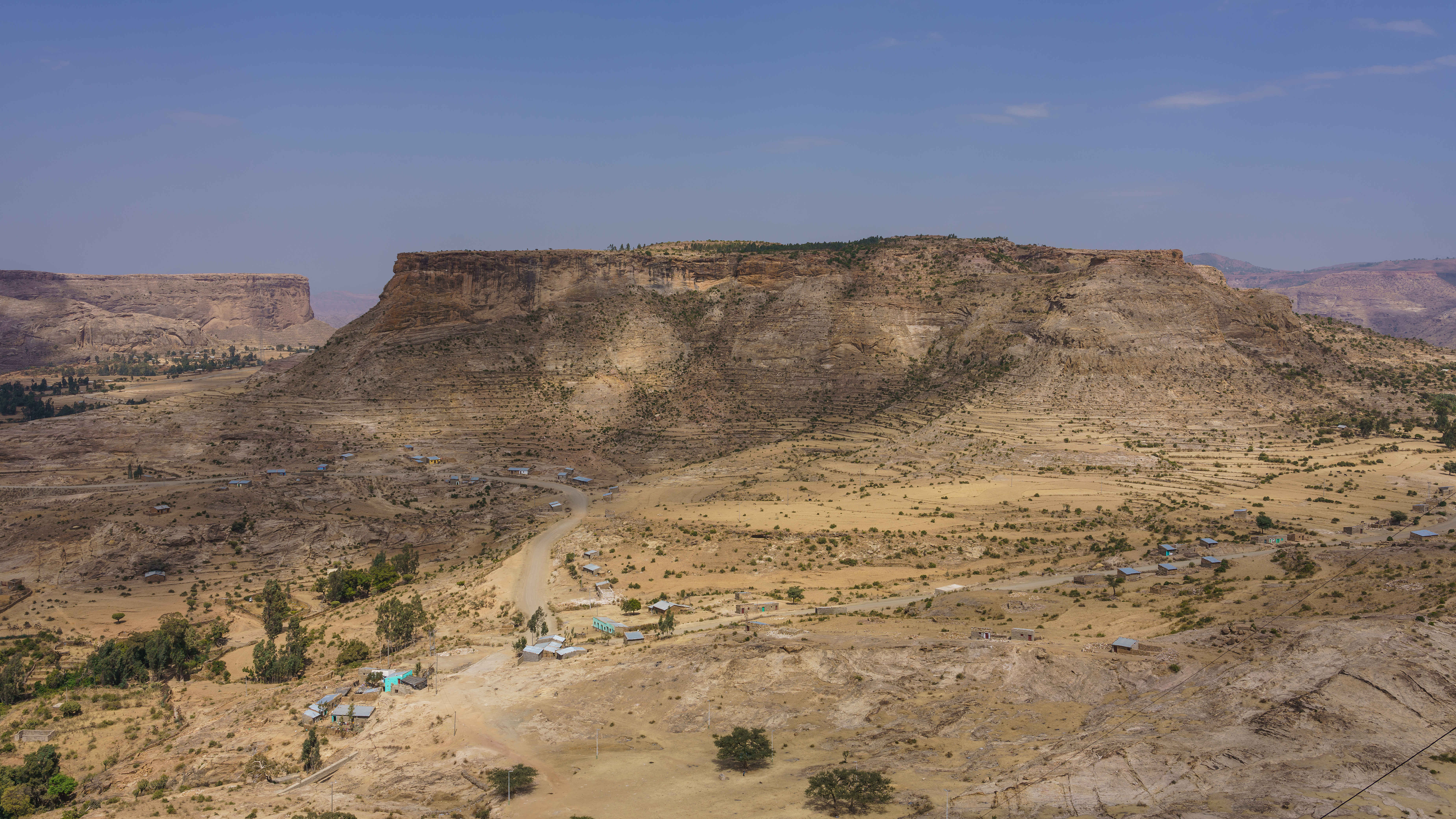

Un Amba es una forma característica geológica en Etiopía. Es una montaña empinada, de cima plana, a menudo el lugar de los pueblos, los pozos y sus tierras de cultivo de los alrededores. Estos asentamientos se encontraban allí porque eran muy defendible y con frecuencia mesetas prácticamente inaccesible.
El término original en amárico indica una fortaleza de la montaña. Amba geshen, por ejemplo, es un amba importancia histórica, donde los miembros de las familias reales se mantuvieron bajo vigilancia para su seguridad y para evitar su participación en conspiraciones contra el emperador sentado. Otro señaló Ambas incluyen Amba Aradam y Amba Alagi, sitios de famosas batallas durante la primera y segunda guerras Italo-Abisinia. En Tigrinya, el término es "Emba" (también escrito "Imba").
En 2008, una misión científica identificó en una amba cerca de Harar, el Kondudo, una de las dos poblaciones de caballos salvajes en África.